# جغد جیغ‌کش سبیل‌دار
جغد جیغ‌کش سبیل‌دار یا جغد جیغ‌کش پرمو (نام علمی: Megascops trichopsis) نام یک گونه از سرده جغد جیغ‌کش است.